# همجات بني بدوة (وادي الدواسر)
همجات بني بدوة، هي قرية من فئة (ب) تقع في محافظة وادي الدواسر، والتابعة لمنطقة الرياض في السعودية. وتبعد همجات بني بدوة عن محافظة وادي الدواسر بمسافة تقارب () كم.